# سيدي داود (المغرب)
سيدي داود هي قرية مغربية، و جماعة قروية تنتمي لإقليم مولاي يعقوب، قرب مدينة فاس. تضم هذه البلدة 12.791 ساكنا حسب إحصاء 2004.